# Grani Licinià
Grani Licinià, en llatí Granius Lucinianus, fou un escriptor romà d'època desconeguda que hauria escrit un llibre titulat Fasti, del qual Macrobi en cita el llibre segon. És probablement el mateix Grani esmentat per Pescenni Fest (Festus).
Grani Licinià va escriure un epítom novel·lat sobre la història de Roma, basant-se sobretot en Sal·lusti i Titus Livi, que narrava els fets des de la fundació de la ciutat fins a la mort de Juli Cèsar. Estava escrit en 36 llibres, i contenia multitud d'anècdotes curioses. L'obra es conserva molt fragmentada. El 1853 es va descobrir un palimpsest amb alguns capítols de l'obra fins aquell moment desconeguts.
Segons Macrobi, Licinià hauria escrit una altra obra, Cenae suae (Els meus sopars), una petita enciclopèdia de contingut erudit sobre temes que l'interessaven, escrita a la manera de Les Nits Àtiques d'Aule Gel·li.